# John Stratton (Politiker)
John Stratton (* 19. August 1769 in Eastville, Northampton County, Colony of Virginia; † 10. Mai 1804 in Norfolk, Virginia) war ein US-amerikanischer Politiker. Zwischen 1801 und 1803 vertrat er den Bundesstaat Virginia im US-Repräsentantenhaus.

## Leben
John Stratton besuchte die öffentlichen Schulen seiner Heimat. Nach einem anschließenden Jurastudium und seiner Zulassung als Rechtsanwalt begann er in diesem Beruf zu arbeiten. Gleichzeitig schlug er eine politische Laufbahn ein. In den Jahren 1789 bis 1792 gehörte er dem Abgeordnetenhaus von Virginia an. Später wurde er Mitglied der Ende der 1790er Jahre von Alexander Hamilton gegründeten Föderalistischen Partei.
Bei den Kongresswahlen des Jahres 1800 wurde Stratton im zwölften Wahlbezirk von Virginia in das US-Repräsentantenhaus in Washington, D.C. gewählt, wo er am 4. März 1801 die Nachfolge von Thomas Evans antrat. Bis zum 3. März 1803 konnte er eine Legislaturperiode im Kongress absolvieren. John Stratton starb am 10. Mai 1804 in Norfolk.